# Monserrat Rosselló
Monserrat Rosselló (1568 – Cagliari, 27 marzo 1613) è stato un giurista e bibliofilo spagnolo, cittadino dell'allora regno di Sardegna.

## Biografia
Monserrat Rosselló (talvolta italianizzato in Monserrato Rosselló) nacque a Cagliari ma non si conservano Registri parrocchiali dell'epoca per cui non si conosce la data precisa. Nel gennaio 1600 fu testimone dell'apertura della tomba di Salvatore da Horta nel corso del processo di beatificazione: nell'atto gli si attribuiscono 45 anni, per cui - con l'incertezza derivante dalla scarsa precisione delle indicazioni anagrafiche dell'epoca - dovrebbe essere nato intorno al 1555. Lo storico Cesare Casula, invece, lo dice nato nel 1568.
La famiglia era originaria di Maiorca e si era trasferita in Sardegna all'inizio del secolo. La madre era Elena Carbonell, di una famiglia d'origine catalana i cui membri erano consiglieri di Cagliari, poi nobilitati e titolari del feudo di Musei, che attraverso di lei perverrà poi al figlio.
Il Rosselló compì i primi studi nel collegio dei gesuiti, dove apprese la grammatica, la teologia e la filosofia. Si laureò intorno al 1584, forse a Roma oppure a Napoli oppure ancora a Pisa.
A partire dal 1586 cominciò ad avere incarichi dalle autorità civili e religiose: in particolare fu assessore del vicario (veguer) di Cagliari e della curia arcivescovile. Nel 1596 divenne giudice civile della Reale Udienza, il massimo organo giudiziario e di consulenza amministrativa del regno.
Nel 1592-1594 partecipò al Parlamento, in quanto come feudatario di Musei era parte dello stamento (braccio) militare. In seguito ai lavori assembleari, nel 1598 fu inviato a corte quale sindaco (delegato) dello stamento, al fine di presentare al re le richieste approvate dal parlamento per l'approvazione: fra queste, oltre la traduzione degli statuti delle città regie in lingua sarda o in lingua catalana, l'istituzione dell'Università di Cagliari (Sassari ne era già stata dotata dal 1562). Al termine della sua permanenza in Spagna, il Supremo consiglio d'Aragona lo nominò visitatore generale del regno di Sardegna, una sorta d'ispettore generale capo.
Quando nel 1602 fu accolta la richiesta dell'università, fu Monserrat Rosselló a essere incaricato dei necessari passi amministrativi: procurò i finanziamenti necessari (parte dall'arcivescovo e parte dalla città di Cagliari, cui aggiunse grosse somme di tasca propria) e reperì i locali idonei, all'interno del Castello, in piazza Indipendenza.
L'ultimo suo incarico fu la codificazione delle leggi del regno, importante opera dal punto di vista sia giuridico sia politico, ma non poté portarla a termine per la morte improvvisa nel 1613.

## Bibliofilia
Rosselló fu uno dei primi giuristi umanisti della Sardegna: per tutta la vita raccolse importanti testi letterari, giuridici, teologici, filosofici e scientifici, con molte prime edizioni di opere anche rare, con l'intento di reperire sistematicamente tutte le opere che illustravano la storia della Sardegna. Acquistava direttamente ma anche per corrispondenza coi maggiori librari dell'epoca; nella sua collezione sono confluite la maggior parte delle biblioteche di Nicolò Canelles (3000 titoli) e del maggiore storico sardo del Cinquecento, Giovanni Francesco Fara (1000 titoli, fra cui i manoscritti originali del De rebus sardois e della Chorographia Sardiniae). Alla sua morte lasciò una biblioteca di 4500 titoli al Collegio di Santa Croce dove aveva studiato, con la condizione che non fosse smembrata, che mantenesse l'ordine che le aveva dato lui e che fosse conservata separata da altri fondi librari per essere destinata a biblioteca di studio. All'ordine dei Gesuiti egli lasciò anche una rendita consistente per l'accrescimento della raccolta e il suo feudo di Musei. Dei suoi libri a stampa è conservato l'inventario, stilato nel 1613 e pubblicato da Enzo Cadoni e Maria Teresa Laneri.
Il lascito di Monserrato Rosselló è definito dall'ex direttrice della Biblioteca universitaria di Cagliari Giuseppina Cossu, "il patrimonio librario più importante, tra quelli privati, che la storia dell'era moderna ricordi in Sardegna". Alla biblioteca universitaria è stato destinato il patrimonio librario di Rosselló insieme con l'intera biblioteca della Compagnia di Gesù al momento della soppressione nel 1773.